# Ester Wajcblum
Ester Wajcblum, genannt Estera, Estuscha, Estusia oder Toszka (16. Januar 1924 in Warschau – 6. Januar 1945 im KZ Auschwitz) war eine polnisch-jüdische Widerstandskämpferin, die im Oktober 1944 am bewaffneten Aufstand des Häftlings-Sonderkommandos KZ Auschwitz-Birkenau beteiligt war. Sie wurde verraten und am 6. Januar 1945 am Appellplatz von Auschwitz gemeinsam mit Ala Gertner, Rózia Robota und Regina Safirsztajn gehenkt. Es war die letzte öffentliche Hinrichtung in Auschwitz, drei Wochen vor der Befreiung des Lagers.

## Biografie
Ester Wajcblum war die mittlere von drei Töchtern des Jakub Wajcblum und seiner Frau Rebeka, geborene Jaglom, die beide gehörlos waren. Ihre ältere Schwester hieß Sabina, die jüngere, geboren 1928, wurde Hana, Hanka und auch Anna genannt. Die Gehörlosigkeit wurde nicht an die Kinder weitervererbt. Vater Jakub besaß eine Fabrik (Snycerpol), in der Holzhandwerk erzeugt wurde. Dort arbeiteten gehörlose Menschen; auch das Kindermädchen der Schwestern Wajcblum war gehörlos. Produkte aus Jakub Wajcblums Fabrik wurden 1937 auf der Weltausstellung in Paris präsentiert und ein weiteres Mal 1939 auf der Weltausstellung in New York. Die Familie Wajcblum lebte in der Ulica Mila, ab Mitte 1940 Teil des Warschauer Ghettos. Sabina Wajcblum konnte rechtzeitig mit ihrem zukünftigen Ehemann flüchten. Die restliche Familie verblieb im Ghetto. Hana Wajcblum war Mitglied der Jugendbewegung Hashomer Hatzair, die Warschauer Gruppe beteiligte sich am Aufstand im Warschauer Ghetto. Hana Wajcblum entschied sich aber, bei ihren Eltern zu bleiben und nicht zu kämpfen. Im Mai 1943 erfolgte die Deportation der Familie ins KZ Majdanek. Die Fahrt in Viehwaggons dauerte zwei Tage, es gab weder Wasser noch Nahrung und fast ein Drittel der Deportierten starb während des Transports. In Majdanek angekommen wurden die Eltern sofort ermordet.
Ester Wajcblum und ihre Schwester Hana wurden im September 1943 ins KZ Auschwitz überstellt. Ester Wajcblum musste in der Munitionsfabrik der Union-Werke, wo am Fließband rund um die Uhr Granaten hergestellt wurden, Zwangsarbeit verrichten. Täglich zwölf Stunden arbeitete sie im sogenannten Pulverraum gemeinsam mit einer engen Freundin, Ruzia Gruenapfel. Die beiden wurden oft für Schwestern gehalten. Die Fabrik, in der 1000 weibliche und männliche Häftlinge arbeiteten, war für die Untergrundbewegung von Auschwitz von erheblicher Bedeutung. Hier wurde eine jüdische Gruppe aufgebaut, die eine zentrale Rolle im Aufstand einnahm. An der Spitze der weiblichen Zelle stand Rózia Robota, die wie Ester Wajcblum ebenfalls aus Ciechanów kam. Im März 1944 schloss sich Ester Wajcblum der Untergrundorganisation an und es begann eine Schmuggelkette für Schwarzpulver in ganz kleinen Portionen, die über verschiedene Botinnen bis zu den Männern reichte, die damit Sprengsätze bauten. Am Anfang der Kette war der Pulverraum, wo neben den beiden Wajcblums auch Genia Fischer und Regina Safirsztajn arbeiteten. Täglich konnten zwei volle Löffel eingesammelt und abgezweigt werden. Versteckt wurde das Pulver in kleinen Stoffstückchen, welche die Frauen in Büstenhaltern oder Taschen hinausschmuggelten. Fallweise musste, wenn es zu Körperkontrollen kam, ein wenig ausgestreut werden. Dies gelang in der Wartezeit. Die Widerstandsarbeit war derart gut organisiert, dass die SS-Wachmannschaften nahezu ein Jahr lang keinen Verdacht schöpften. Eine Mitgefangene berichtete Jahre später:

„Etwa im Frühjahr 1943 kam ein Transport aus Warschau, darunter auch zwei Schwestern – Ester und Hanna Wajcblum. […] Es war ihnen untersagt, sich mit anderen Häftlingen im Lager zu treffen. Trotzdem habe ich mit beiden Schwestern heimlich verkehrt. Eines Tages überreichte mir Ester Wajcblum ein kleines, leichtes Päckchen, mit der Bitte, ich möchte es aufbewahren, bis sie oder jemand anderer, den sie schicken wird, es abholt. Nach einigen Tagen kam zu mir Rosa Robota, welche in der Bekleidungskammer arbeitete, und verlangte das Päckchen. Dies wiederholte sich mehrmals. […] In den Päckchen war, wie ich später erfuhr, das von den Union Werken herausgeschmuggelte Schießpulver. Ester sprach nie darüber, nur einmal sagte sie zu mir: Wir könnten uns von dieser Hölle befreien ...“

Am 7. Oktober 1944 fand der Aufstand des Sonderkommandos statt. Mit Hilfe des Schwarzpulvers konnte das Krematorium IV so stark zerstört werden, dass es nicht mehr benutzt werden konnte. Es kam jedoch zum Verrat durch Lagerspitzel und zu Festnahmen. Ester Wajcblum, Rózia Robota, Regina Safirsztajn und Ala Gertner wurden monatelang in einem Bunker abgesondert und verhört sowie gefoltert. Die vier Frauen hielten aber die Namen weiterer Beteiligter geheim. Am 6. Januar 1945 wurden sie gehängt. Das gesamte Frauenlager musste der Hinrichtung beiwohnen, auch Hana Wajcblum erlebte so den Tod ihrer Schwester mit.
Lange Jahre war die Identität von Regina Safirsztajn und Ester Wajcblum nicht bekannt. Sie wurden in der Literatur nur „Regina“ und „Toszka“ genannt. Im Schatten der vier Hingerichteten standen die zumindest elf bislang bekannten Widerstandskämpferinnen, die ebenfalls ihr Leben riskiert hatten, um die Widerstandskämpfer mit Sprengstoff zu versorgen. Laut Caroline Pokrzywinski waren dies – neben Hana Wajcblum:
| - „Batsheva“ - Marta Cigé - Herta Fuchs - Ruzia Gruenapfel |  | - Chaya Kroin - Eugenie Langer - Regina Ledor |  | - Irka Ogrudek - Raizel Tabakman - Mala Weinstein |

Der Aufstand von Auschwitz, der die Mordmaschinerie beeinträchtigte, hat wahrscheinlich zum Überleben vieler Häftlinge geführt, die sonst noch durch die Lager-SS vergast worden wären.
Ester Wajcblum hatte noch kurz vor ihrer Hinrichtung der Mitgefangenen Marta Cigé das Versprechen abgenommen, sich um ihre Schwester Hana zu kümmern. Diese versuchte nach der Hinrichtung ihrer Schwester mehrfach, sich das Leben zu nehmen. Sie wurde hospitalisiert und Marta Cigé wich nicht von ihrer Seite. Hana Wajcblum wurde 1945 befreit, emigrierte nach Israel und hieß nach ihrer Heirat 1947 Anna Heilman.
Die ältere Schwester Sabina war rechtzeitig in die Sowjetunion geflüchtet und hatte den Polen Mieczyslaw Zielinski geheiratet.